# Rolua coalescens
Rolua coalescens là một loài bướm đêm trong họ Noctuidae.